# 이십불혹 2
《이십불혹 2》(중국어: 二十不惑 2, 병음: Èr shí bù huò 어스부훠 2[*])는 2022년 방송되었던 중국의 드라마이다.

## 줄거리
- '대학을 졸업하고 각자 사회로 뛰어든 대학 동창들의 뜨거운 우정과 사회 적응 이야기. 해외로 만화 공부를 떠난 뤄옌, 뷰티 크리에이터로 성공한 량솽, 투자 매니저로 활동 중인 장샤오궈, 현실의 벽에 부딪힌 재벌 2세 돤자바오, 새로 만난 룸메이트이자 웹 소설 작가 딩이쉬안은 각자 힘겨운 하루 속에서 행복을 찾아가며 살아가는데...

## 등장 인물
- 관샤오퉁 - 량솽 역
- 부관진 - 장샤오궈 역
- 리겅시 - 뤄옌 역
- 동사이 - 돤자바오 역
- 서몽결 (Rainbow) - 딩이쉬안 역
- 김세가 - 저우쉰 역
- 뉴쥔펑 - 자오위수 역
- 왕안위 - 돤전위 역
- 양즈잉 - 샤오미 역
- 이준현 (李俊贤) - 장린저우 역
- 비계명 (费启鸣) - 치송 역
- 사빈빈 (谢彬彬) - 쑹저우촨 역
- 저우이란 - 인솽 역